# Pakawops formosanus
Pakawops formosanus là một loài nhện trong họ Selenopidae. Loài này chỉ được tìm thấy ở Đài Loan. Chúng thuộc chi đơn loài Pakawops, được miêu tả năm 1943 bởi Kayashima.